# Wiktorija Kornijczuk
Wiktorija Petriwna Kornijczuk, ukr. Вікторія Петрівна Корнійчук (ur. 22 lipca 1996 w Żytomierzu) – ukraińska piłkarka grająca na pozycji napastnika w Karpatach Lwów.

## Kariera klubowa
Wychowanka klubów Wiktorija Lubar i Ateks Kijów. W 2012 rozpoczęła karierę w drużynie Rodyna-Licej Kostopol. W 2016 przeniosła się do klubu Jatrań Berestiweć. Na początku 2018 została zawodniczką Ładomyru Włodzimierz Wołyński, ale już latem 2018 zasiliła skład Karpat Lwów.

## Kariera reprezentacyjna
W 2012 roku rozegrała 3 mecze w juniorskiej reprezentacji Ukrainy WU-19 w eliminacjach do Mistrzostw Europy Juniorek U-17.

## Sukcesy
Karpaty Lwów
- mistrz Pierwszej ligi Ukrainy (1): 2019/20